# Γ-ノナラクトン
γ-ノナラクトン（ガンマノナラクトン、英: γ-nonalactone）は、化学式C9H16O2で表される有機化合物の1種である。天然にはモモやアンズなどの果実、ジャスミン油などに含まれる。

## 構造と旋光性
γ-ノナラクトンは分子内に1つ不斉中心を持っており、S体のγ-ノナラクトンと、R体のγ-ノナラクトンが存在する。このうちS体は左旋性（−）であり、R体は右旋性（+）である。

## 用途
γ-ノナラクトンはココナッツのような香りを持つが、希釈するとフルーツ、フローラル、ムスクのような香りとなる。ジャスミンなどのフローラル系やオリエンタル調の調合香料や、ココナッツ、バター、キャラメル、バニラ系といったフレーバーに広く用いられる。食品への使用量は11–55 ppmほどである。工業的にはヘプタナールから合成される。